# Petrovice (Bytča)
Petrovice je naseljeno mjesto u okrugu Bytča u Žilinskom kraju u Slovačkoj.

## Stanovništvo
| Godina:     | 1994. | 2004.   | 2014.   | 2024.   |
| ----------- | ----- | ------- | ------- | ------- |
| Broj ljudi: | 1339  | 1472    | 1559    | 1671    |
| Razlika:    |       | +9,93 % | +5,91 % | +7,18 % |

| Godina:     | 2023. | 2024.   |
| ----------- | ----- | ------- |
| Broj ljudi: | 1663  | 1671    |
| Razlika:    |       | +0,48 % |

Prema podatcima o broju stanovnika iz 2024. godine naselje je imalo 1671 stanovnika.

## Vanjske poveznice
|  | Zajednički poslužitelj ima još gradiva o temi Petrovice (Bytča) |

- Službena stranica naselja (sl.)